# Source de la Douix
Koordinaten: 47° 51′ 35,4″ N, 4° 34′ 43,9″ O
Die Source de la Douix, oder auch nur Douix genannt, ist eine Karstquelle im Département Côte-d’Or in der Region Bourgogne-Franche-Comté in Frankreich. Sie liegt in Châtillon-sur-Seine unterhalb der Kirche St-Vorles.

## Beschreibung

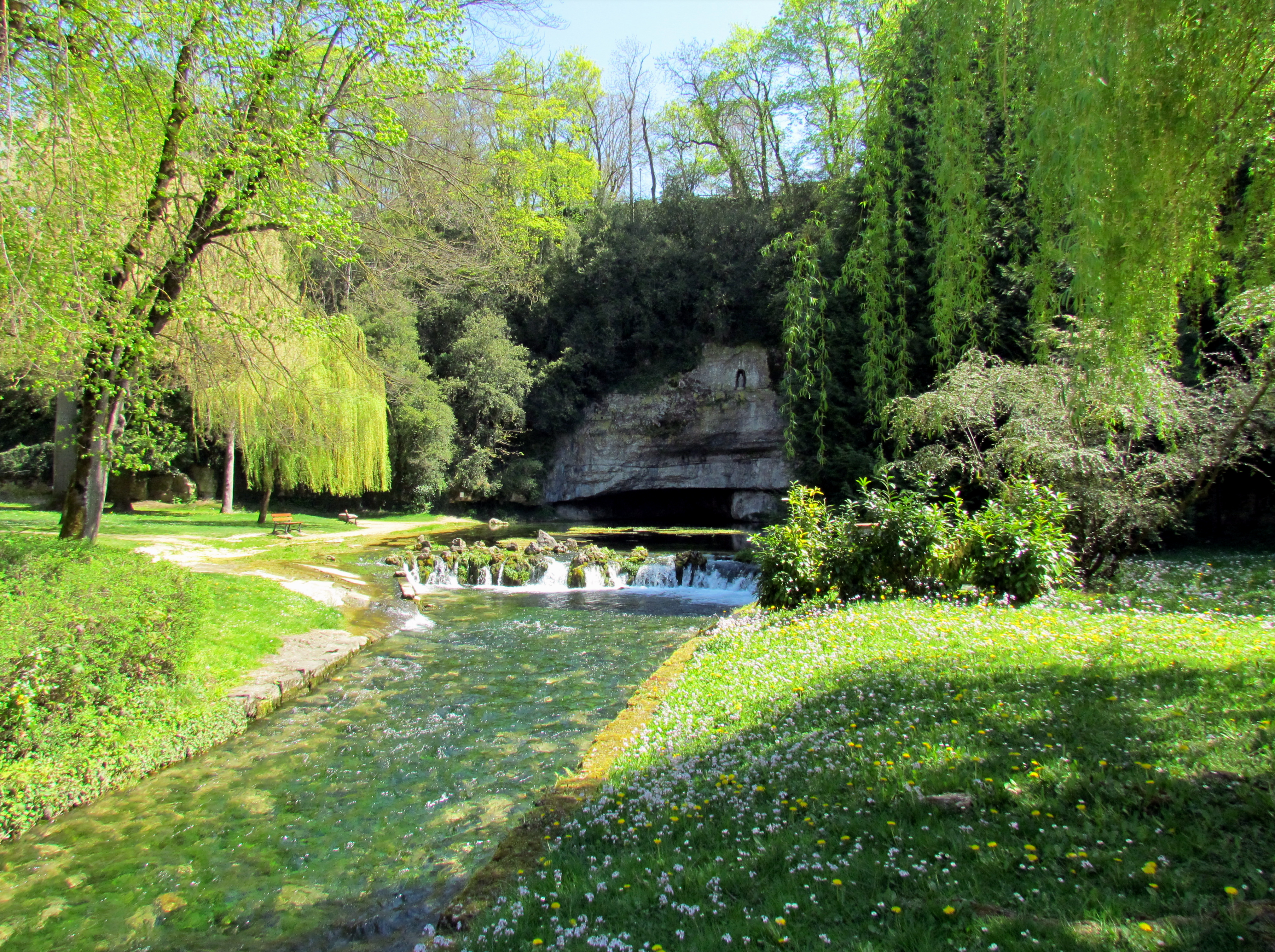
Der Ablauf zur Seine

Das bläulich schimmernde Quellwasser der Source de la Douix tritt aus einem verzweigten, über 180 m langen Höhlensystem am Fuße eines Kalksteinfelsens zu Tage. Es stammt wohl unter anderem von der Ource, die im Tal östlich teilweise versickert. Die mittlere Schüttung beträgt 600 Liter pro Sekunde. Sie kann nach heftigen Regenfällen auf 3000 l/s ansteigen. Das Quellwasser mündet nach ungefähr 70 m in die Seine.